# Донован
Донован (на английски: Donovan) е шотландски певец, китарист и автор на песни, сред най-известните представители на фолк рока през 1960-те години.

## Биография
Донован е роден с името Донован Филипс Лийч на 10 май 1946 година. Отначало е окачествен като имитатор на Боб Дилън, но успява да разработи стил, съчетаващ фолк, джаз, поп, психеделик и уърлд мюзик (главно калипсо). В различни периоди живее в Шотландия, в Лондон и в Калифорния, а най-късно от 2008 г. пребивава в Корк, Ирландия, заедно със семейството си. Става известен в началото на 1965 година с поредица от изпълнения на живо по телевизионната поп поредица Ready Steady Go!.
Първият му договор е с Пай Рекърдс (1965 г.) и записва няколко сингъла и 2 албума във фолк традицията. След като сключва договор със Си Би Ес / Епик Рекърдс, популярността му скача в чужбина. Освобождава се от първоначалния си мениджърски договор и така започва дълга и плодотворна работа с Мики Мост, водещ британски независим продуцент, което води до хитове във Великобритания, САЩ, Австралия и други страни.
Най-успешните му сингли от 1960-те години включват Catch The Wind, Colours и The Universal Soldier, като Sunshine Superman оглавява Билборд Хот 100 (№ 2 във Великобритания), Mellow Yellow достига № 2 през следващата година, а Hurdy Gurdy Man достига Топ 5 и в САЩ, и във Великобритания. Донован е първият творец, с който подписва новият административен вицепрезидент Клайв Дейвис на Си Би Ес / Епик Рекърдс. Донован и Мост си партнират на редица хитови албуми и сингли от 1965 до 1970 година. Сприятелява се с водещи поп и рок музиканти като Джоун Байез, Брайън Джоунс и „Бийтълс“. Научава Джон Ленън да свири на китара по т.нар. фингър-пикинг метод през 1968 година. След като се разделя с Мост през 1969 г., комерсиалният късмет на Донован чезне и той напуска индустрията за известно време.
Донован продължава да изпълнява и записва музика спорадично през 70-те и 80-те години. Неговият музикален стил и хипарски имидж е белязан с презрението на критиката, особено след нашествието на пънка. Оттегля се от активната музикална кариера няколко пъти, но през 90-те изпитва ренесанс на творческите си сили. Записва Sultras през 1996 г. с продуцента Рик Рубин, а през 2004 г. издава нов албум, Beat Cafe. Получава място в Залата на славата на рокендрола през 2012 г.

## Дискография
- What's Bin Did and What's Bin Hid (1965)
- Fairytale (1965)
- Sunshine Superman (1966)
- Mellow Yellow (1967)
- A Gift from a Flower to a Garden (1967)
- The Hurdy Gurdy Man (1968)
- Barabajagal (1969)
- Open Road (1970)
- H.M.S. Donovan (1971)
- Cosmic Wheels (1973)
- Essence to Essence (1973)
- 7-Tease (1974)
- Slow Down World (1976)
- Donovan (1977)
- Neutronica (1980)
- Love Is Only Feeling (1983)
- Lady of the Stars (1984)
- One Night in Time (1993)
- Sutras (1996)
- Pied Piper (2002)
- Sixty Four (2004)
- Brother Sun, Sister Moon (2004)
- Beat Cafe (2004)
- Ritual Groove (2010)
- The Sensual Donovan (2012)
- Shadows of Blue (2013)